# 區龍禎
區龍禎（1575年—1658年），字象先，號凡蘧，廣東省廣州府順德縣人，民籍，明朝政治人物。

## 生平
丁酉廣東鄉試二十二名舉人，萬曆三十八年（1610年）庚戌科會試一百二名，第三甲第一百五十五名進士。戶部觀政。授福建漳浦縣知縣，四十年本省鄉試同考官。四十一年癸丑丁内艱，四十四年丙辰除直隸大名府魏縣知縣。。调廣西梧州府容县知县，擢户部主事，升郎中。天启三年十一月，改戶部山東司郎中，管理新餉。五年五月，升四川布政使司右参议、下川东兵备道。六年十一月，升为广西按察司副使。为忌者所中，以年老例致仕，卒年八十四。有《辽阳全书》、《沧浪洞诗稿》等集。

## 家族
曾祖區勇志；祖區繼順，省祭；父區世湜，封贈文林郎魏縣知縣；母何氏（勅贈孺人）。永感下。弟龍祥（庠生）；景賢（庠生）；孔柱；鳳禎（庠生）。子昌烱（庠生）；昌炌；昌煃。